# Lutzomyia pilosa
Lutzomyia pilosa är en tvåvingeart som först beskrevs av Damasceno R. G., Causey O. R. 1944.  Lutzomyia pilosa ingår i släktet Lutzomyia och familjen fjärilsmyggor. Inga underarter finns listade i Catalogue of Life.